# کلروفرمات

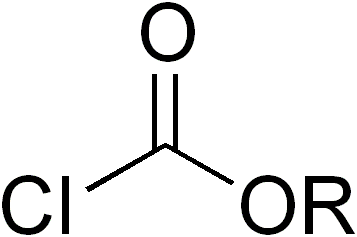
ساختار کلی کلروفرمات استرها

کلروفرماتها رده ای از ترکیبات آلی با فرمول شیمیایی ROC(O)Cl اند. آنها در اصل استرهایی از اسید کلروفرمیک اند. بیشتر آنها مایع‌هایی بی‌رنگ و فرارند که در هوای مرطوب دچار دگرگونی می‌شوند. یک نمونهٔ سادهٔ آنها متیل کلروفرمات است که به صورت تجاری در دسترس است.
کلروفرمات‌ها در شیمی آلی به عنوان واکنش‌گر ناب کاربرد دارند همچنین در زمینهٔ کروماتوگرافی نیز استفاده می‌شوند.

## واکنش‌ها
واکنش پذیری کلروفرمات‌ها و آسیل کلرید همانند است. واکنش‌های اصلی آنها عبارتند از:
- واکنش با آمین‌ها برای تولید کربامات‌ها:

ROC(O)Cl + H2NR' → ROC(O)-N(H)R' + HCl
- واکنش با الکل‌ها برای تشکیل کربنات استر

ROC(O)Cl + HOR' → ROC(O)-OR' + HCl
- واکنش با کربوکسیلیک اسیدها برای تشکیل انیدرید اسید:

ROC(O)Cl + HO2CR' → ROC(O)-OC(O)R' + HCl